# Isabel de França
|  | Per a altres significats, vegeu «Isabel de França i de Provença». |

Isabel de Borbó i de Mèdici (Fontainebleau, França, 22 de novembre de 1603-Madrid, Espanya, 6 d'octubre de 1644) anomenada Isabel de França va ser una princesa francesa, filla d'Enric IV, que esdevingué monarca consort d'Espanya i primera esposa de Felip IV, entre 1621 i 1644.
Malgrat que va ser molt prolífica al llarg de la seva vida, de tots els naixements només dos fills van arribar a l'edat adulta, Baltasar Carles, que moriria als disset anys, deixant sense hereu a la monarquia, i Maria Teresa, que esdevindria reina de França.

## Orígens
Nascuda a la població de Fontainebleau el 22 de novembre de 1603, Isabel era filla del primer Borbó de França, Enric IV, i de la seva esposa Maria de Mèdici. Per línia paterna descendia dels ducs de Vendôme i dels reis de Navarra, Antoni I i Joana III; per línia materna descendia dels Mèdici, ducs de Florència –després Grans Ducs de Toscana–; la seva àvia era Joana d'Àustria, filla de l'emperador Ferran I i la reina Anna d'Hongria.

## Matrimonis
Fou casada amb el futur Felip IV de Castella, quan aquest encara era príncep d'Astúries, de fet, tot just acabava de ser jurat com tal, quan van començar les negociacions, de la mà del Gran Duc de Toscana, Francesc I. El tracte va resultar en aportar de forma recíproca una esposa per a l'hereu de cada monarquia: mentre Isabel seria casada amb Felip, per la part espanyola l'infanta Anna es casaria amb el futur Lluís XIII. S'encarregaren de les negociacions l'ambaixador espanyol a França, Íñigo de Cárdenas, i el conseller i secretari francès Nicolas de Neufville, signant-se el tractat el 30 d'abril de 1611, i aprovat a la cort francesa el 13 de juliol del mateix any.
El 1612 de Madrid i París surten al mateix temps dues comitives, encapçalades pel duc de Pastrana i el duc de Mayenne, per confirmar les capitulacions d'ambdós matrimonis, finalitzades el 22 i 25 d'agost, a Madrid i a París, respectivament. Com els contraents encara no tenien edat de casar-se, els dos matrimonis no es van realitzar fins al 18 d'octubre de 1615, per poders, a Burgos i Bordeus.
D'aquest matrimoni nasqueren:
1. Margarida Maria (Madrid, 1621)
2. Margarida Maria Caterina (Madrid, 1623)
3. Maria Eugènia (Madrid, 1624 - 1627)
4. Nena sense nom nascuda el 1626
5. Isabel Maria Teresa (Madrid, 1627)
6. Baltasar Carles (Madrid, 1629 - Saragossa, 1646)
7. Maria Anna Antònia Dominica Jacinta (Madrid, 1635 - 1636)
8. Maria Teresa (El Escorial, 1638 - Versalles, 1683)

## Princesa d'Astúries
Es va acordar que els dots d'Isabel i d'Anna fossin de 500.000 escuts d'or, a raó de tretze rals cadascun, però com que la dot de les dues era la mateixa quantitat, els reis es van donar per pagats, en retenir el que havien de donar. Les comitives que acompanyaren a les contraents fins a la frontera es van trobar al Bidasoa el 9 de novembre de 1615, on es van intercanviar Anna i Isabel. Des d'allà, Isabel va viatjar a Hondarribia i, després, a Vitòria, on la van vestir a la moda espanyola, i es va dirigir a Burgos, on també es dirigia el príncep Felip a rebre-la, de fet, el 22 de novembre la va trobar de camí a la ciutat i l'acollí en el seu carruatge, duent-la al monestir de Santa María de Las Huelgas, on van ser rebuts amb gran luxe per l'abadessa Ana de Austria y Mendoza i on s'allotjaren.
A la tarda entraren a Burgos, sent rebuts per les autoritats civils. Van sopar en públic, i després hi hagué una gran festa, que es mantingué fins que els membres de la cort van sortir vers Madrid; la princesa, de camí, encara seria novament festejada a Segòvia. Arribà a la capital el 19 de novembre, on feu un recorregut amb gran ostentació des del monestir de San Jerónimo el Real fins a l'Alcàsser Reial. El 25 de novembre, Isabel i Felip es casaren presencialment al palau d'El Pardo.
El 22 de novembre de 1620, complint la princesa anys aquell dia, es va celebrar una festa al Pardo. Tres dies després, el dia 25 de novembre, la parella finalment va consumar el seu matrimoni.

## Regnat

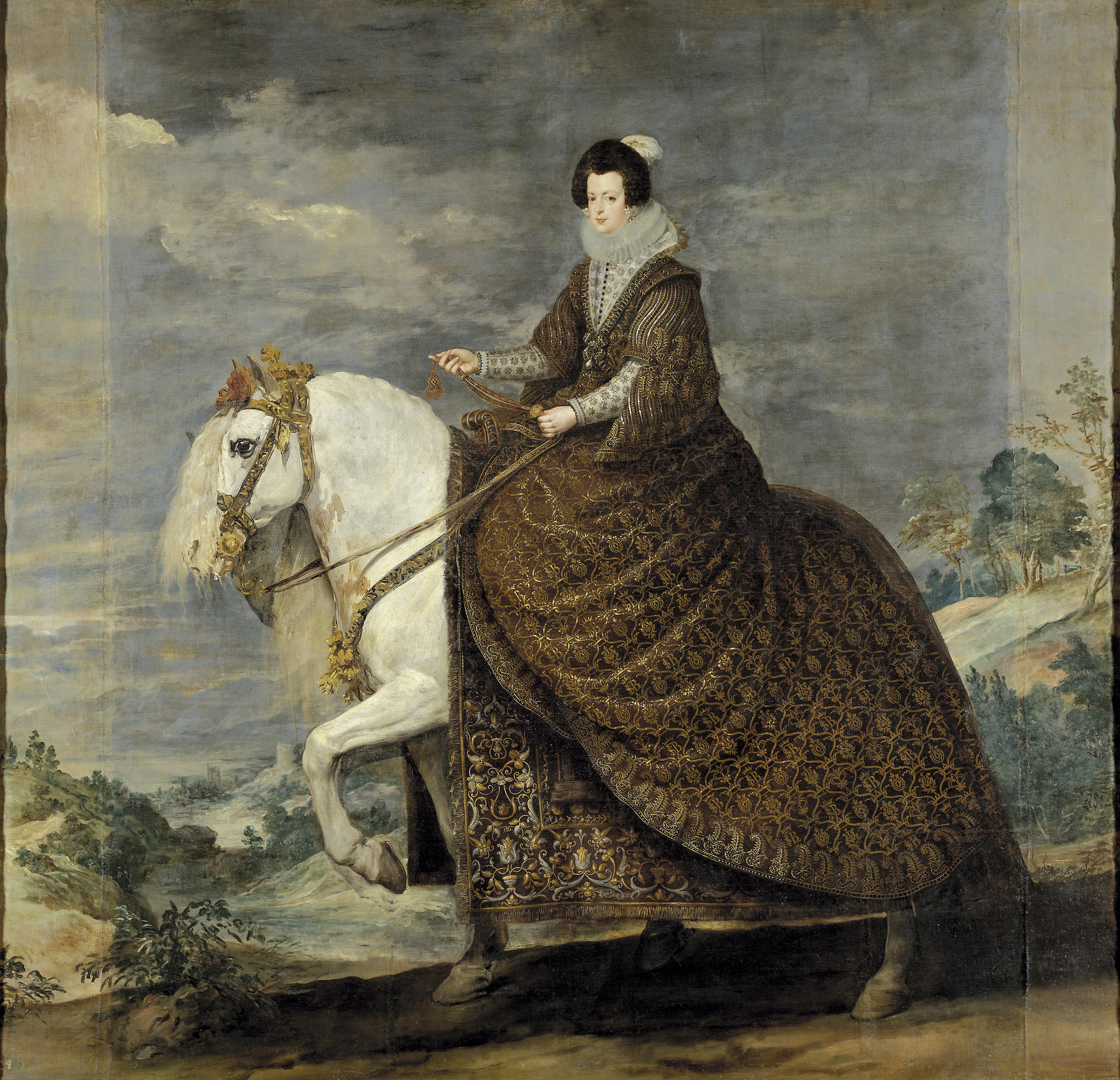
Isabel de Borbó a cavall, pintada per Diego Velázquez (1634-1635, obra que anava destinada al Salón de Reinos del Palau del Buen Retiro, actualment al Museu del Prado.

L'any següent, el 1623, la cort va tornar a Madrid, i el 31 de març va sobrevenir la mort de Felip III,. Els prínceps esdevenien finalment monarques. Abans de ser-ho formalment però, Isabel i Felip es van retirar al monestir de las Descalzas Reales i al de San Jerónimo, respectivament, fins al dia de la seva entrada pública oficial, el 9 de maig. Després del seu primer part, i en apropar-se un de nou, el 1623, la reina feu testament.
La reina va residir habitualment a Madrid, on es quedava, amb motiu de dur el govern des de la cort, durant les absències de Felip IV, quan viatjava a altres regnes de la monarquia. Es diu que actuà amb prudència i que les seves accions satisfeien al rei. D'altra banda, Isabel fou ferventment catòlica i va contribuir amb escreix a l'Església amb donacions a causes religioses, convents o amb l'assistència a diverses cerimònies amb la resta de la família reial.
Al llarg del seu regnat va disposar diverses fundacions. Va manar erigir una col·legiata a l'església de Santa María de Madrid, donant 70.000 ducats de renda, entre beneficis, abadies simples i altres béns. No obstant això, i malgrat que les obres es van iniciar el 1623, a causa de les guerres i les despeses militars de la monarquia, l'obra s'anà dilatant en el temps i, finalment, queda aturada sense arribar a fer-se. Feu instituir un hostalatge per a l'allotjament d'una cinquantena de soldats pobres, sense mitjans per subsistir, i també fundà un seminari per a nens per encaminar-los a la carrera militar, però en les labors de l'exèrcit de mar, i ser destinats a l'armada.

## Embarassos

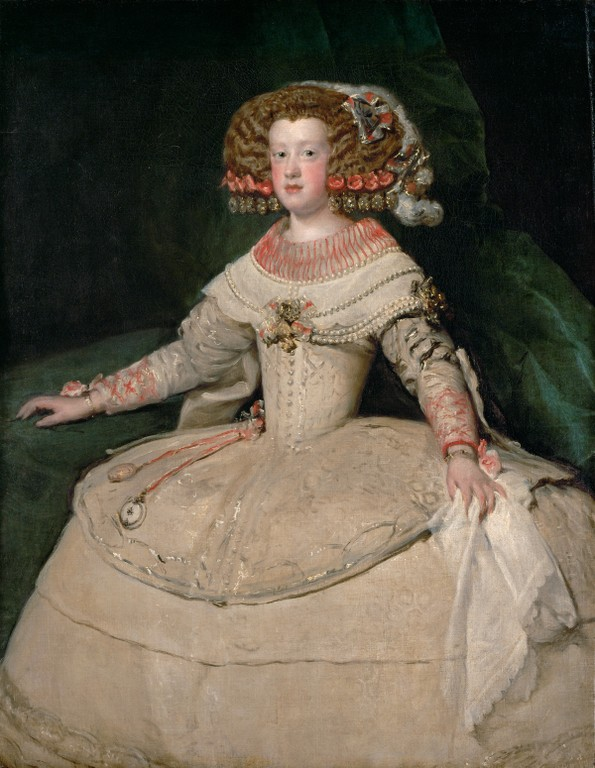
infanta Maria Teresa, en un quadre de Velázquez (1652-1653) fou la més longeva de les filles d'Isabel, que habitualment morien al cap de poc de néixer

Isabel de França va tenir set fills, dels quals tan sols dos van aconseguir arribar a l'edat adulta, Baltasar i Maria Teresa. Des de ben aviat iniciat el seu regnat, van sobrevenir parts que van resultar amb nenes que morien al cap de poc. El 14 d'agost de 1622 naixia Margarida Maria, que morí al cap de 29 hores de vida. El 25 de novembre de 1623 va néixer Margarida Maria Caterina, que morí el 22 de desembre. El 21 de novembre de 1625 dona a llum a nova filla, Maria Eugènia, la primera a superar l'any de vida, que morí, no obstant això, el 21 de juliol de 1627.
Entre 1626 i 1627, la reina va tenir dos mals parts novament: primer el 3 de novembre de 1626, nasqué una filla de nom desconegut, que morí poc després, i el 30 de novembre de 1627, una altra, de nom Isabel Maria Teresa, que morí al cap de 24 hores. Les esperances de donar un fill sa van resultar amb el naixement d'un nen, el 17 d'octubre de 1629, Baltasar Carles, que esdevindria príncep d'Astúries. El seu naixement i bateig foren àmpliament celebrats, amb festes i gran solemnitat. Baltasar es va convertir en la gran esperança de la monarquia en mostrar grans dots d'intel·ligència i voluntat en les tasques de govern, però les esperances es veieren truncades quan va morir als disset anys, deixant als Habsburg hispànics sense descendència masculina.
El 1634 la reina tornava a estar embarassada i va tenir el 16 de gener de l'any següent a Maria Anna Antònia Dominica Jacinta, però, malgrat tot va morir el 5 de desembre de l'any següent. No obstant això, el 20 de setembre de 1638, tenia una nova filla, la infanta Maria Teresa, única filla de la reina que arribà a la maduresa, que el 1660, que va casar-se amb Lluís XIV de França.

## Mort
La reina va morir el 6 d'octubre de 1644, als 40 anys i 23 de regnat. Havia emmalaltit d'erisipela, i n'hi havia afectat la cara, el pit i la gola, i finalment posà fi a la seva vida. La seva mort va succeir en absència del rei, que estava a Aragó, i fou molt sentida a Madrid. El seu cos fou dut al monestir d'El Escorial amb la pompa usual. Encara que ja havia redactat el seu testament el 1623, l'havia revocat la vigília de la seva mort, donant poders a Felip IV sobre els seus béns, i nomenant com a hereus a Baltasar Carles i a Maria Teresa.